# Le Conte de l'assistant du chanoine

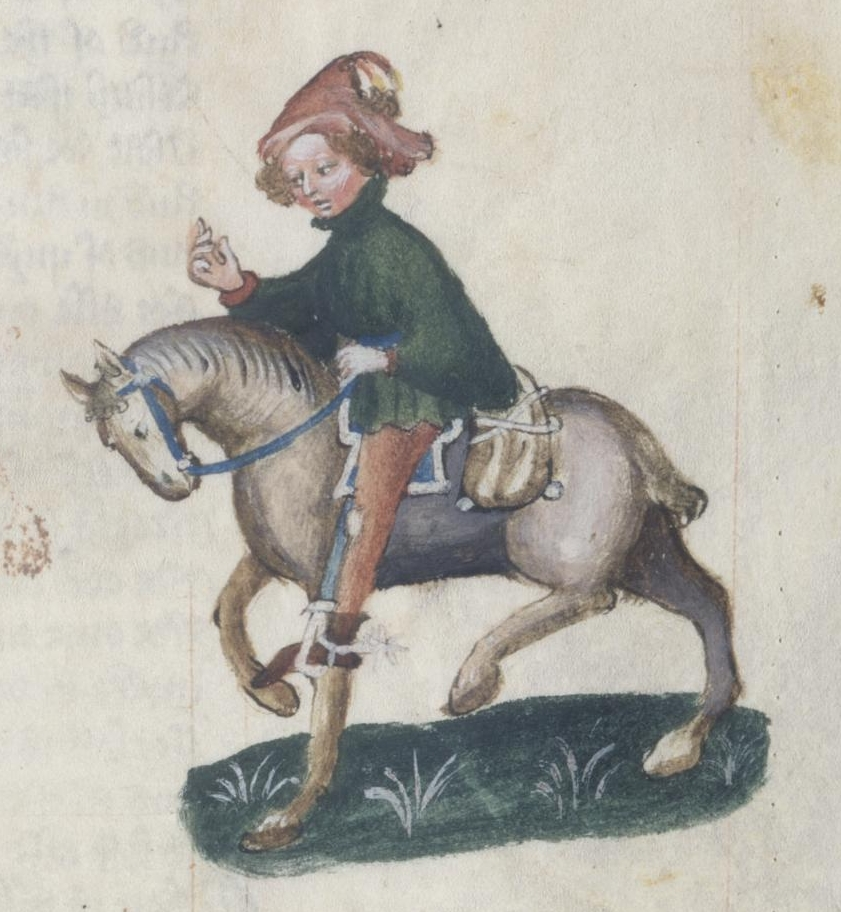
Enluminure de l'Assistant du Chanoine dans le manuscrit Ellesmere.

Le Conte de l'Assistant du Chanoine (The Chanouns Yemannes Tale en moyen anglais) est l'un des Contes de Canterbury de Geoffrey Chaucer. Il se situe à la fin du Fragment VIII (G), après le Conte de la Deuxième Nonne.

## Résumé
À la fin du Conte de la Deuxième Nonne, les pèlerins sont rattrapés par une paire de cavaliers : le Chanoine et son Assistant, qui désirent les accompagner dans leur pèlerinage vers Canterbury. L'Aubergiste demande au Chanoine de leur raconter une histoire, mais son Assistant prend la parole avant lui et révèle que son patron se pique d'être alchimiste. Le Chanoine tente de le réduire au silence avant qu'il ne révèle ses secrets, mais n'y parvient pas et prend la fuite, honteux.
L'Assistant commence alors le récit des sept années qu'il a passées auprès du Chanoine, à tenter de découvrir le secret de la pierre philosophale, en vain : aucune des techniques employées par son maître n'a jamais fonctionné. Une fois ce récit achevé, il commence l'histoire d'un autre chanoine, qui fait croire à trois reprises à un prêtre naïf qu'il est capable de produire de l'argent à partir de mercure et de cuivre, et lui extorque quarante livres contre son prétendu secret.

## Analyse
Le Conte de l'Assistant du Chanoine est le seul des Contes de Canterbury qui ne semble pas être issu d'un récit antérieur, mais entièrement de l'imagination de Chaucer, au point que certains y ont vu un apocryphe. Jusqu'au XVIIe siècle, le conte était considéré comme une preuve du savoir alchimique du poète. Par la suite, des critiques l'ont lu comme une vengeance de sa part (il aurait été escroqué par un alchimiste), mais rien ne permet d'affirmer que le conte n'est pas une simple illustration de sujets qui se trouvaient dans l'air du temps, alimentée par la curiosité de Chaucer. L'orientaliste et médiéviste Dorothee Metlitzki, dans The Matter of Araby in Medieval England (1977), montre que ce conte s'inspire d'une tradition précise de l'alchimie arabe à travers les ouvrages diffusés sous le nom d'Arnaud de Villeneuve à qui il emprunte le thème philosophique des « noces chimiques » entre le mercure et le soufre, ou le Soleil et la Lune, ou l'or et l'argent.